# Rogów (gromada w powiecie brzezińskim)
Rogów – dawna gromada, czyli najmniejsza jednostka podziału terytorialnego Polskiej Rzeczypospolitej Ludowej w latach 1954–1972.
Gromady, z gromadzkimi radami narodowymi (GRN) jako organami władzy najniższego stopnia na wsi, funkcjonowały od reformy reorganizującej administrację wiejską przeprowadzonej jesienią 1954 do momentu ich zniesienia z dniem 1 stycznia 1973, tym samym wypierając organizację gminną w latach 1954–1972.
Gromadę Rogów siedzibą GRN w Rogowie utworzono – jako jedną z 8759 gromad na obszarze Polski – w powiecie brzezińskim w woj. łódzkim, na mocy uchwały nr 29/54 WRN w Łodzi z dnia 4 października 1954. W skład jednostki weszły obszary dotychczasowych gromad Józefów, Kiełbasa, Marianów, Olsza, Popień, Rogów osada, Rogów wieś i Stefanów (z wyłączeniem os. Praga, Kobylina kol. i Kobylina wsi) ze zniesionej gminy Rogów oraz obszary dotychczasowych gromad Przyłęk Duży i Przyłęk Mały wraz z parcelą Dąbrowa, wsią Popowo i kolonią Olszewo z dotychczasowej gromady Leszczyny ze zniesionej gminy Jeżów w powiecie brzezińskim; ponadto obszar dotychczasowej gromady Strzelnia i obszar lasów Niutkowo z dotychczasowej gromady Jasień ze zniesionej gminy Słupia w powiecie skierniewickim. Dla gromady ustalono 27 członków gromadzkiej rady narodowej.
31 grudnia 1959 z gromady Rogów wyłączono parcelę Dąbrowa włączając ją do gromady Jeżów.
Gromada przetrwała do końca 1972 roku, czyli do kolejnej reformy gminnej. 1 stycznia 1973 reaktywowano gminę Rogów.